# Марсийя-ан-Комбрай
Марсийя́-ан-Комбра́й (фр. Marcillat-en-Combraille) — коммуна во Франции, находится в регионе Овернь. Департамент коммуны — Алье. Административный центр кантона Марсийя-ан-Комбрай. Округ коммуны — Монлюсон.
Код INSEE коммуны — 03161.

## Население
Население коммуны на 2008 год составляло 907 человек.
| 1962 | 1968 | 1975 | 1982 | 1990 | 1999 | 2008 |
| ---- | ---- | ---- | ---- | ---- | ---- | ---- |
| 1087 | 1147 | 1011 | 976  | 866  | 912  | 907  |

## Экономика
В 2007 году среди 514 человек в трудоспособном возрасте (15—64 лет) 376 были экономически активными, 138 — неактивными (показатель активности — 73,2 %, в 1999 году было 72,0 %). Из 376 активных работали 345 человек (180 мужчин и 165 женщин), безработных было 31 (13 мужчин и 18 женщин). Среди 138 неактивных 41 человек были учениками или студентами, 44 — пенсионерами, 53 были неактивными по другим причинам.

## Достопримечательности
- Церковь Нотр-Дам XII века
- Донжон XII века